# El Tuná
El Tuná (auch: El Tunás) ist eine ländliche Ortschaft im Departamento Santa Cruz im südamerikanischen Andenstaat Bolivien.

## Lage im Nahraum
El Tuná liegt in der Provinz José Miguel de Velasco im Cantón San Rafael im Municipio San Rafael. Die Ortschaft liegt auf einer Höhe von 175 m in der Region Chiquitanía, knapp 40 Kilometer von der brasilianischen Grenze entfernt.

## Geographie
El Tuná liegt im bolivianischen Tiefland im semi-humiden Klima der warmen Tropen.
Die monatlichen Durchschnittstemperaturen schwanken im Jahresverlauf nur geringfügig zwischen 20,8 °C im Juni und 26,8 °C im Oktober, wobei sie zwischen September und März fast konstant um 26 °C liegen. Das Temperatur-Jahresmittel beträgt 24,5 °C (siehe Klimadiagramm San Ignacio de Velasco).
Die jährliche Niederschlagsmenge liegt im langjährigen Mittel bei 1257 mm. Drei Viertel des Niederschlags fallen in der Regenzeit von November bis März, während in der Trockenzeit in den ariden Monaten Juni, Juli und August kaum je 30 mm pro Monat fallen.

## Verkehrsnetz
El Tuná liegt in nordöstlicher Richtung knapp 590 Straßenkilometer von Santa Cruz entfernt, der Hauptstadt des Departamentos.
Von Santa Cruz aus führt die asphaltierte Nationalstraße Ruta 4 über 57 Kilometer in nördlicher Richtung über Warnes nach Montero. Hier trifft sie auf die Ruta 10, die über eine Strecke von 279 Kilometer nach Osten führt und die Ortschaften San Ramón, San Javier und Santa Rosa de Roca als Asphaltstraße durchquert. Auf den restlichen 60 Kilometer bis zur Provinzhauptstadt San Ignacio de Velasco ist die Straße unbefestigt, ebenso auf ihrem 310 Kilometer langen weiteren Weg nach Osten entlang der brasilianischen Grenze über San Vicente de la Frontera nach San Matías und weiter in die brasilianische Stadt Cáceres.
Von San Ignacio aus nach Süden führt die Nationalstraße Ruta 17 72 Kilometer in südlicher Richtung über San Miguel nach San Rafael de Velasco bzw. die angrenzende Stadt San Rafael, von dort sind es 118 Kilometer in östlicher Richtung bis El Tuná.

## Bevölkerung
Die Einwohnerzahl der Ortschaft ist in dem Jahrzehnt zwischen den beiden letzten Volkszählungen um etwa ein Drittel angestiegen:
| Jahr | Einwohner         | Quelle       |
| ---- | ----------------- | ------------ |
| 1992 | keine Detaildaten | Volkszählung |
| 2001 | 399               | Volkszählung |
| 2012 | 549               | Volkszählung |
| 2024 |                   | Volkszählung |